# Taffard de Saint-Germain
Taffard de Saint-Germain est un homme politique et un intrigant français.

## Biographie
Il apparaît dans les Mémoires de Mme de la Rochejacquelein. Hobereau provincial, son rôle et son influence deviennent sensibles, surtout après la révolte des Vendéens et des Chouans, succédant à la Révolution française de 1789, dans la région bordelaise. Après les évènements de Cholet et l’affaire Cadoudal, il va se rapprocher définitivement de Louis XVIII, dont il devient le commissaire et l'agent, adhérant au royalisme par conviction, et duquel il reçoit des consignes, jouant particulièrement un rôle de coordinateur et d'émissaire. Impliqué dans le contexte diplomatique, il est l’un des premiers meneurs de l’organisation royaliste : avec Rollac et Bontemps-Dubarry, notamment, il permet d’établir des relations durables entre Wellington, le Duc d’Angoulême, et les chefs connus pour leur fidélité d’appartenance, de même qu’avec La Rochejacquelein ou le maire de Bordeaux, Jean-Baptiste Lynch, qui s’adresse directement à lui à Paris en 1813, avant de consolider l'entente mutuelle (,). Au-delà des réunions nocturnes où il rencontre La Rochejacquelein, de Gombault, de Saluces, de Pommier, Queryaux, Du Barry, Luetkens, Macarty, Gauthier et Mondenard, ainsi que des émigrés, il se présente comme l'un des principaux artisans de la venue du Duc d’Angoulême à Bordeaux. Il participe à des opérations diverses, notamment en Espagne et en Angleterre, qui préparent l’avènement et le retour de Louis XVIII. Après la chute de l’Empire Napoléonien, il devient Commissaire Royal de Guyenne. Il a logé un temps à l’Hôtel Duffau de Lamothe, 13 rue Thiac, où il fut commandant en chef de la Garde Royale et Président du Conseil.